# Шоун Бішоп
Шоун Бішоп (англ. Shawn Bishop, нар. 15 вересня 1979, Джорджтаун) — гаянський футболіст, який грав на позиції півзахисника. Відомий за виступами в тринідадському клубі «Каледонія АІА» та гаянські клуби «Альфа Юнайтед» та «Гаяна Дефенс Форс», а також національну збірну Гаяни. Триразовий чемпіон Гаяни.

## Клубна кар'єра
У професійному футболі Шоун Бішоп дебютував у 2005 році в клубі з Тринідаду і Тобаго «Каледонія АІА». У цьому ж році повернувся на батьківщину, де став гравцем армійського клубу «Гаяна Дефенс Форс», у якому грав до 2007 року. У 2007 році кілька місяців знову грав у тринідадському клубі «Каледонія АІА», після чого повернувся на батьківщину, де став гравцем клубу «Альфа Юнайтед». У складі команди тричі ставав чемпіоном Гаяни. Завершив виступи на футбольних полях у 2012 році.

## Виступи за збірну
У 2005 році Шоун Бішоп дебютував у складі національної збірної Гаяни. У складі збірної брав участь у кваліфікаційних турнірах чемпіонату світу з футболу та Золотого кубка КОНКАКАФ, а також у турнірах Карибського кубка. У складі збірної грав до 2008 року, провів у її складі 26 матчів, у яких відзначився 2 забитими м'ячами